# Epalpus signifer
Epalpus signifer är en tvåvingeart som först beskrevs av Walker 1849.  Epalpus signifer ingår i släktet Epalpus och familjen parasitflugor. Inga underarter finns listade i Catalogue of Life.

## Bildgalleri

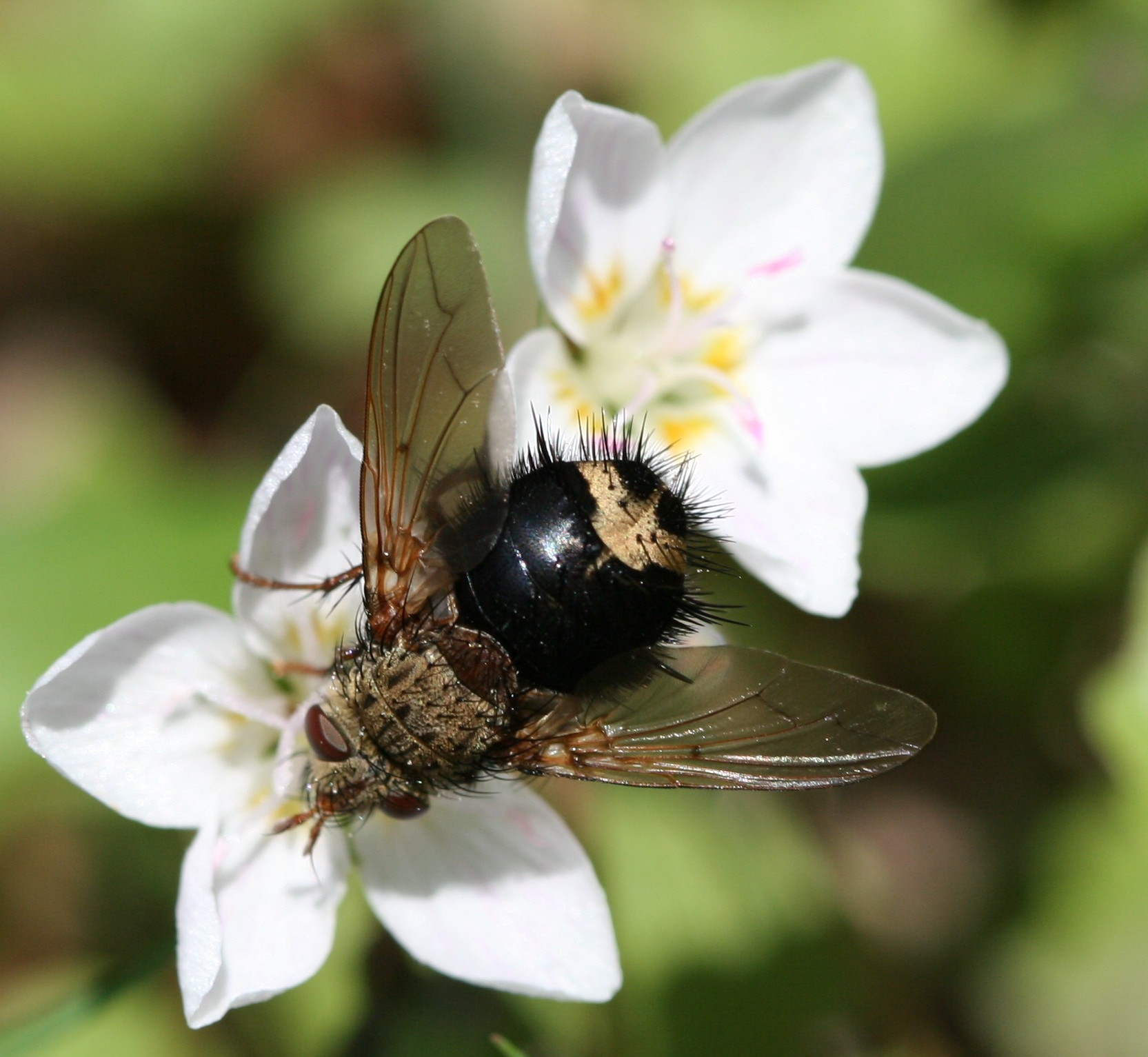